# Ulricehamns trivialskola
Ulricehamns Trivialskola var en gymnasieförberedande skola i Ulricehamn som verkade från 1700-talet till 1 juli 1893.
År 1856 omtalas skolans som en lägre lärdomsskola.
1861 omtalas denna skola som en pedagogi som funnits sedan 1597, 1877 som en enklassig pedagogi som funnits sedan åtminstone 1873 och 1888 som en pedagogi med sex elever .
Pedagogin som aldrig var elementarläroverk och inte blev lägre allmänt läroverk 1879 las ner 1 juli 1893 och efterföljdes året därpå av en högre folkskola som senare blev Ulricehamns samrealskola och kommunala gymnasium.